# Zuul
Zuul (il cui nome fa riferimento al demone cinematografico di Ghostbusters - Acchiappafantasmi) è un genere estinto di dinosauro ankylosauride vissuto nel Cretaceo superiore, circa 75 milioni di anni fa (Campaniano), in quella che oggi è la Formazione Judith River, nel Montana, Stati Uniti. La specie tipo del genere è Zuul crurivastator, nota per un cranio e una coda completi, rappresentando il primo ankylosaurino noto per un cranio completo e una coda fornita di mazza caudale, ed uno degli ankylosauridi nordamericani meglio noti. L'esemplare conserva anche elementi come osteodermi, cheratina e impronte di pelle.

## Descrizione

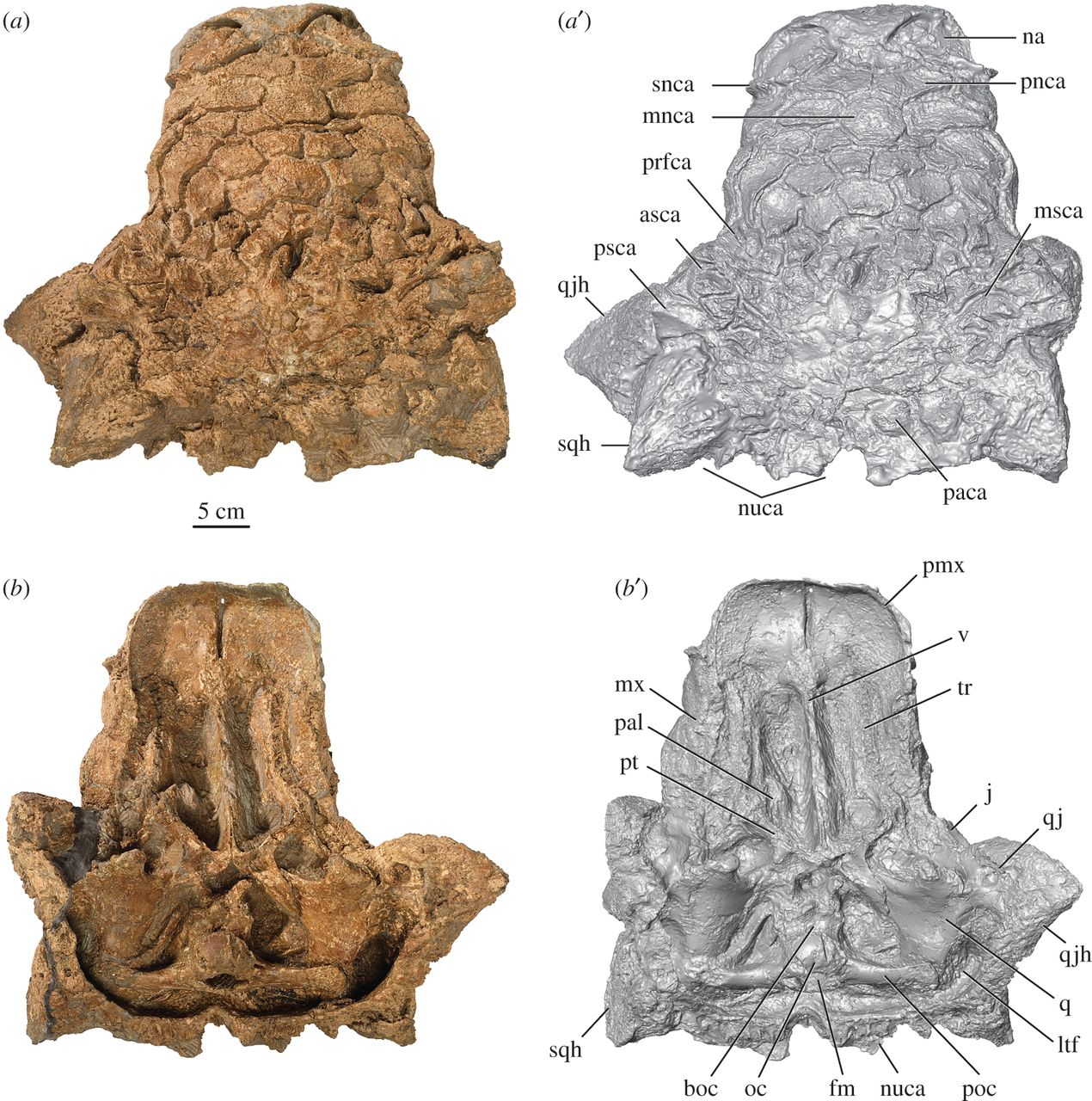
Cranio di Zuul, in vista dorsale e ventrale

Zuul era un dinosauro erbivoro quadrupede, la cui lunghezza è stata stimata a circa 6 metri (19,6 piedi) per un peso di 2,5 tonnellate (5.500 libbre).
Gli autori che hanno descritto l'animale hanno diagnosticato diversi tratti distintivi, alcuni dei quali sono stati identificati come autapomorfie, ossia caratteristiche distintive del genere Zuul o di altri ankylosauridae. Il caputegulae, ossia le piastre cornee che proteggevano la testa dell'animale, che si trovano sulle ossa nasali, frontali e parietali, sono embricate e sovrapposte. Le corna originatesi dall'osso squamoso, sugli angoli posteriori del tetto del cranio, presentano scanalature longitudinali evidenti sulla loro superficie laterale. Gli osteodermi sul lato della coda, e la stessa mazza caudale, hanno un bordo anteriore con un profilo fortemente cavo, mentre i loro punti di sutura sono sfalsati verso la parte posteriore. La mazza caudale è appiattita verticalmente con un'altezza inferiore ad un quinto della sua lunghezza.
Altri tratti non completamente unici di Zuul, ma presenti in diversi Ankylosaurinae, sono la caputegulae sull'osso prefrontale, i frontoparietali e i supraorbitali centrali a forma di piramide, in contrasto con la forma conica del caputegulae in Nodocephalosaurus e Talarurus. I corni dello squamoso che sporgono dietro il bordo posteriore del tetto cranico, sono identici a quelli presenti in Scolosaurus ma diversi da Anodontosaurus, Euoplocephalus o Ziapelta. I caputegulae dietro la cavità oculare sono piccole e scarsamente distribuiti, ancora una volta come in Scolosaurus ma che differisce da quelli di Anodontosaurus, Euoplocephalus o Ziapelta. Gli osteodermi presenti sulla coda prima della mazza caudale sono relativamente più grandi e più appuntita di quelli degli ankylosaurini asiatici della Formazione Nemegt della Mongolia.

### Scheletro

#### Cranio

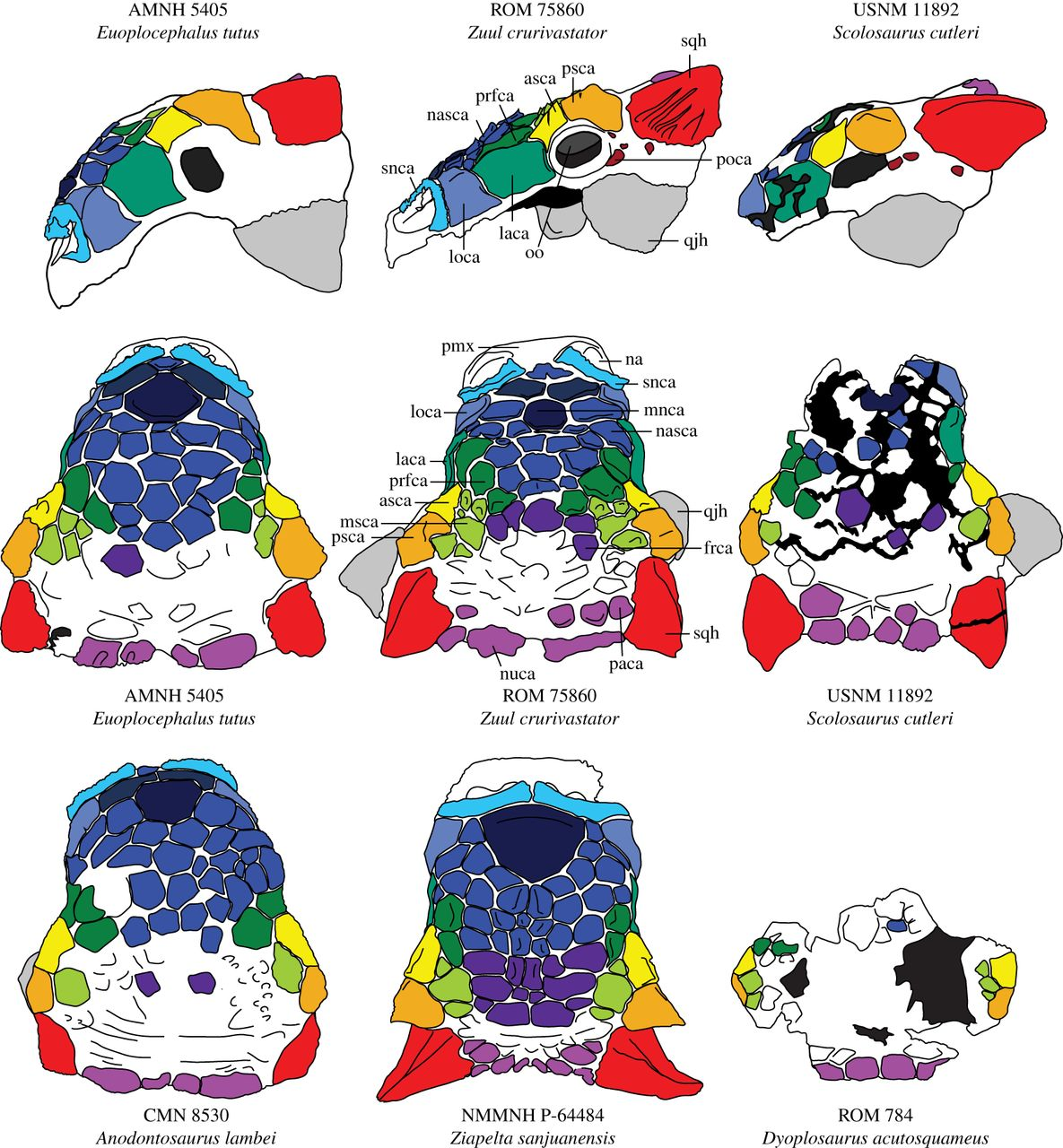
Ornamenti cranici di Zuul a confronto con quelli di altri ankylosaurini

Con una lunghezza di circa mezzo metro, il cranio di Zuul è di notevoli dimensioni, essendo superato solo, tra gli Ankylosauri della Laramidia, dai tre crani noti di Ankylosaurus (esemplari AMNH 5214, 5895 e AMNH CMN 8880). Il cranio è anche piuttosto piatto sebbene ciò sia in parte dovuto alla compressione della fossilizzazione. Il muso è largo e troncato nella parte anteriore e le narici ossee sono rivolte verso la parte anteriore. In ciascuna narice vi è un'unica apertura nasale visibile, forse omologa all'"Apertura A" delle specie affini.
Dietro la stretta corazza nasale, i filari del caputegulae sono direzionati verso la parte posteriore. Le due file anteriori formano due coppie di piastre rettangolari. Parte della terza fila è una piccola caputegula esagonale. Verso la schiena, gli osteodermi diventano tutti quadrati o esagonali di profilo e più fortemente embricati. Sopra la cavità oculare le supraorbitali anteriori e posteriore formano un bordo affilato, sporgente lateralmente. Nel profondo di ogni cavità oculare vi è un piatto osseo scoperto, che sembra confermare la vecchia ipotesi da Walter Preston Coombs sul fatto che gli ankylosauridi avessero palpebre ossee, come già riportato da campioni di Euoplocephalus e Dyoplosaurus. Le corna squamose agli angoli posteriori del tetto cranio sono robuste e piramidale e presentano scanalature longitudinali evidenti sulla loro superficie laterale che corrono verso la punta. Le corna quadratojugali, poste sulle guance sono anch'esse robuste, con un bordo anteriore convesso ed un bordo posteriore diritto. Esse sono viste come escrescenze dell'osso quadratojugale.

#### Mandibola

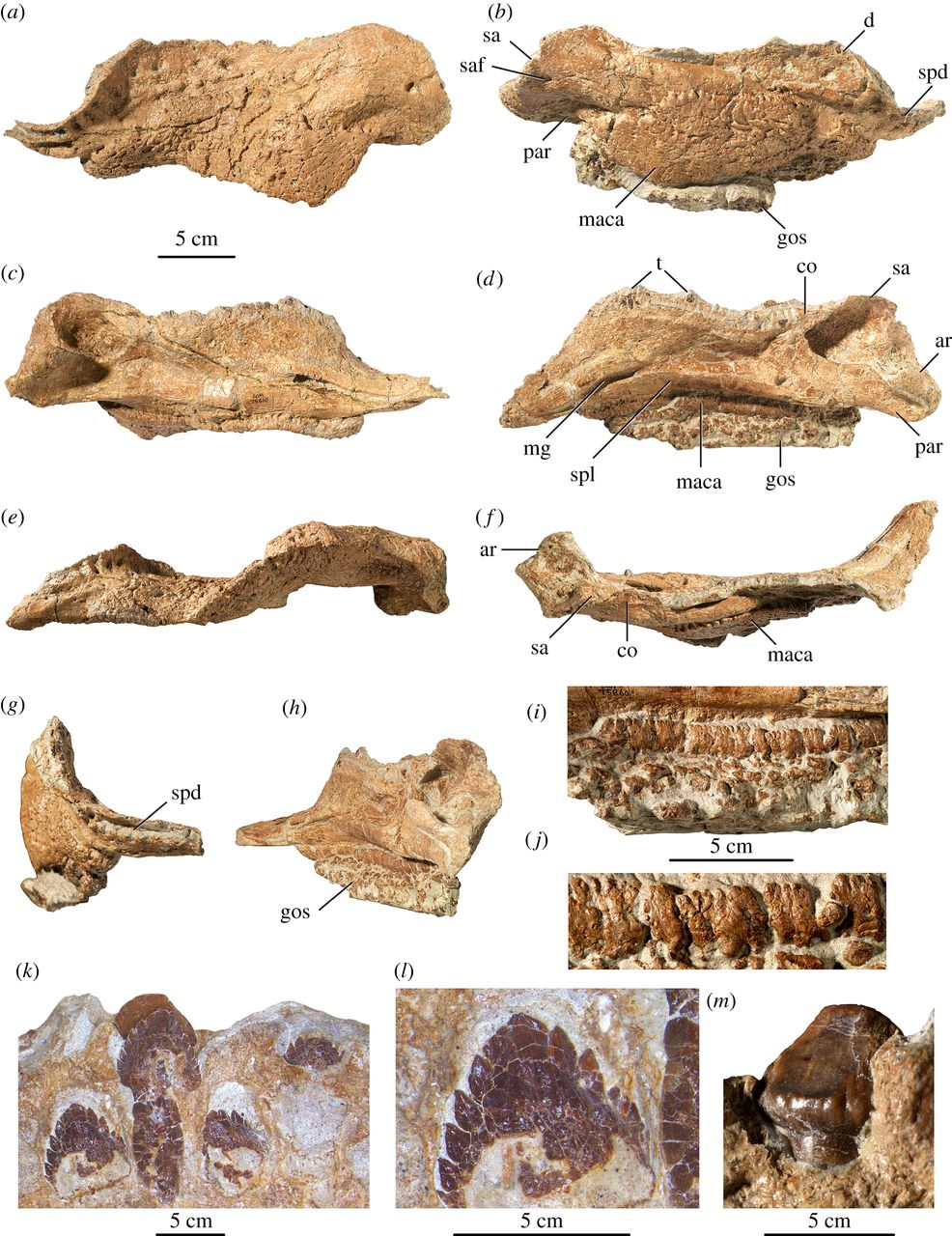
Mandibola con denti

La mandibola è lunga e bassa. Sul suo lato posteriore, è presente un grande corazza, che secondo gli autori che l'hanno descritta, non era osteodermica, bensì una conseguenza dell'allungamento delle ossa mascellari. La fossa adduttori, l'apertura attraverso la quale i muscoli di chiusura della mandibola entrato nella sua cavità interna, è relativamente piccola e poco profonda. Il dentario, l'osso su cui sono incassati i denti, curva bruscamente anteriormente verso l'interno. In questo modo entrambi i dentari insieme hanno un profilo di raccordo nel muso largo. La riga dei dente ha una lunghezza di circa sedici centimetri.
La parte inferiore-posteriore della parte inferiore destra della mascella presenta numerosi ossicini, su cui sono visibili piccole scaglie ossee. La più grande tra queste sono rettangolari ed alta fino a quattordici millimetri. Si trovano direttamente sotto la corazza più grande. Ancora più in basso, si trovano dei filari di piccoli ossicini esagonali e/o romboidali, di circa sei millimetri di diametro, raggruppati in rosette.

#### Denti
I denti sono disposti in file che insieme presentano un profilo scanalato. Le file della mascella hanno dai diciotto ai venti denti, mentre la mandibola ha fino ventotto denti. I denti sono piccoli, a forma di foglia e trasversale appiattiti. I denti anteriori della dentario hanno una larghezza di base, misurata dalla parte anteriore alla parte posteriore, di circa 6 millimetri. L'altezza della loro corona è di circa 7 millimetri. I denti hanno in totale dalle dodici alle quattordici cuspidi sui loro bordi. La cuspide che forma la punta è leggermente ricurva verso l'interno. Intorno al collo della corona vi è presente un ispessimento del cingolo.

#### Coda

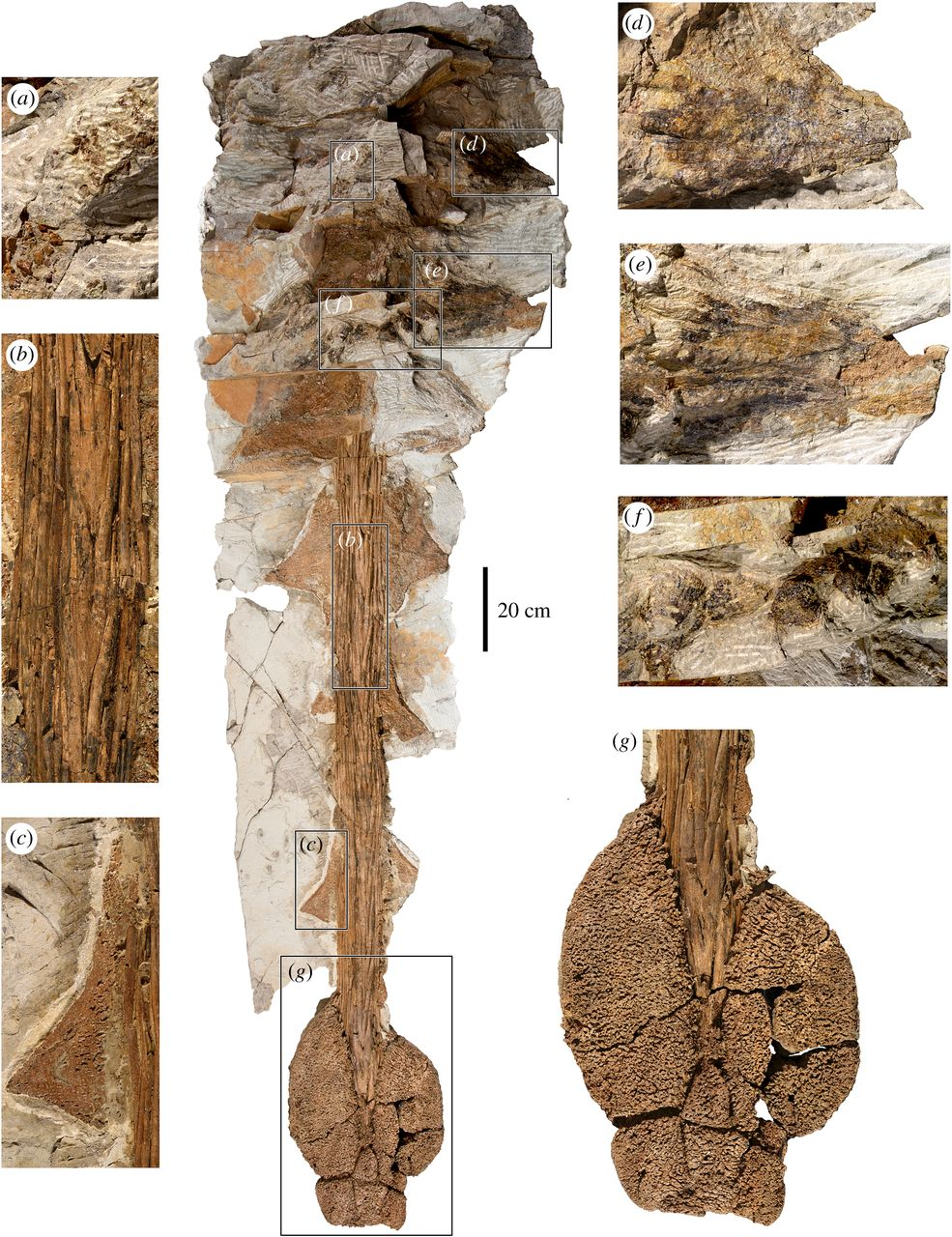
Coda di Zuul, in dettaglio gli inserti dei vari elementi

Lo scheletro dietro il cranio, lo scheletro postcranico, comprende solo la coda in quanto fu l'unico elemento preparato nel 2017. La coda ha una lunghezza totale di 278 centimetri. Seguendo la terminologia Coombs, la coda è divisa in due parti: una parte formata da vertebre libere, posizionata nella parte anteriori della coda subito dopo il bacino, e la parte finale formata da vertebre dure e fuse insieme fino alla mazza caudale. In quest'ultimo organo, Coombs distinse la seconda parte definendola come una "maniglia" o una "manopola". La parte finale della coda, maniglia compresa, ha una lunghezza di circa 210 centimetri, un record per un ankylosauride americano.
Il manico (la parte finale della coda) conta tredici vertebre, sebbene ve ne siano probabilmente altre tre coperte dalla manopola. Per aumentare la possibilità di un danneggiamento da deformazione plastica sull'impatto della manopola, il manico è una struttura rigida, dura e inflessibile, a causa della speciale connessione tra le vertebre. I processi articolari anteriori accoppiati, i prezyapophysi, sono fortemente allungati e si sovrappongono a metà della vertebra precedente. Essi formano una struttura a forma di V, con i rami inclinati di circa 20°. Le loro faccette articolari sono ruotate di sopra e abbracciano la colonna vertebrale neurale della vertebra precedente. Questa colonna è piegata all'indietro con una superficie superiore piatta per adattarsi alla forma a V. In questo modo si forma una serie di connessioni ad incastro, che copre l'intera superficie superiore del manico a forma di cuneo. La maniglia è ulteriormente irrigidita da fasci di tendini ossificati, strettamente agganciati ai lati vertebrali. I tendini sono lunghi circa mezzo metro, con 5-8 millimetri di diametro, e con le estremità rastremate.
Lungo i lati del manico corrono una serie di cinque coppie di osteodermi. Zuul è il primo ankylosauride americano in cui sono stati ritrovati tali osteodermi a maniglia. Sulle vertebre libera alla base della coda erano presenti altre tre coppie di osteodermi della stessa forma. Tra gli osteodermi più grandi erano posizionati degli ossicini più piccoli. Gli osteodermi laterali della coda hanno una forma appiattita verticalmente ed hanno un profilo triangolare in vista dorsale, con una punta piuttosto acuminata, in particolare quelli posti verso la fine della coda che hanno un apice più acuto, a forma di triangolo equilatero in quanto più lunghi che larghi. Nella parte posteriore gli osteodermi triangolari sono inferiori e più ampia. Dalla quinta coppia in poi i bordi anteriori si allungano e diventano fortemente concavi. L'ultima coppia, immediatamente prima della manopola, è fortemente arrotondata.

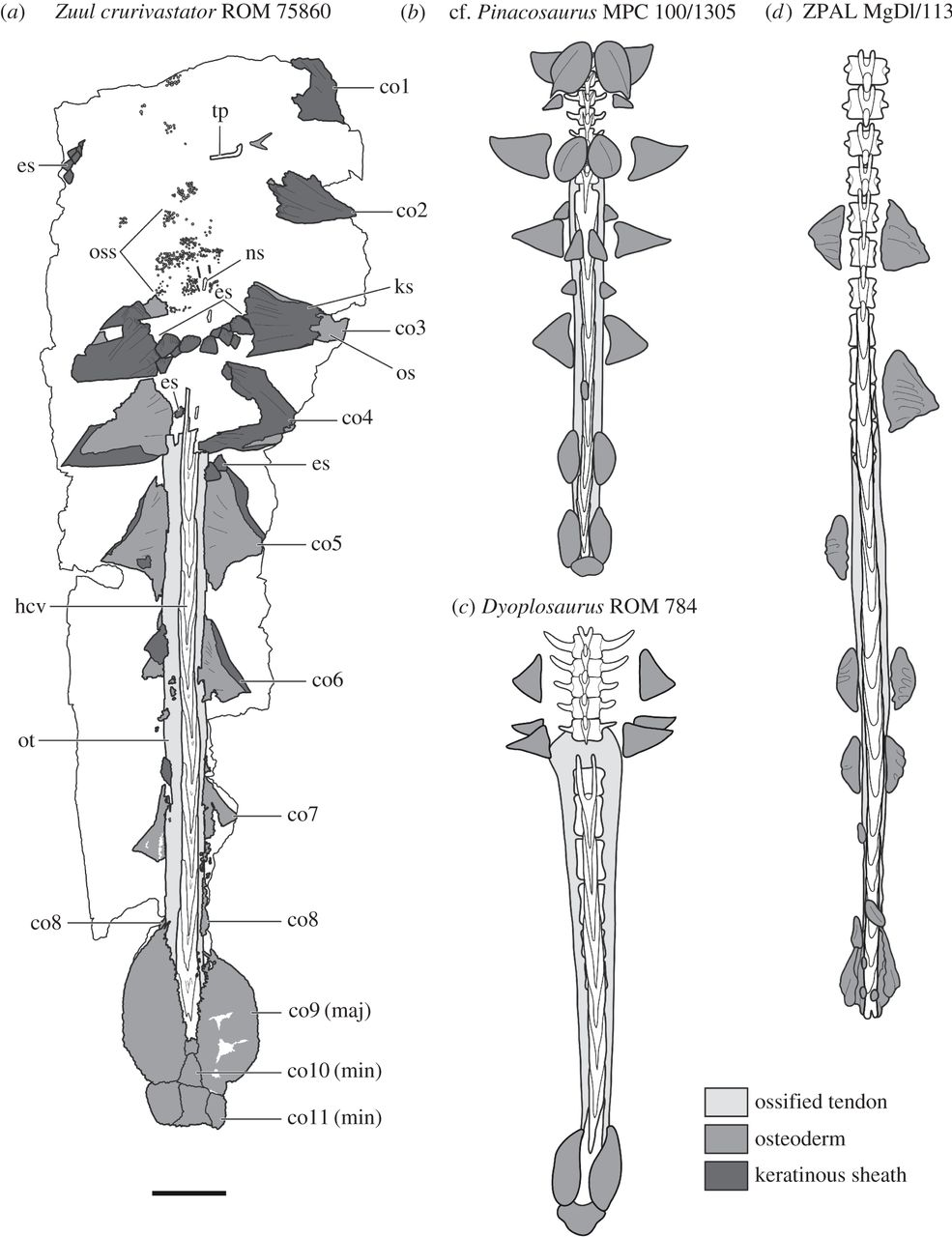
La coda di Zuul, a confronto con quella di altri ankylosaurini

Le tre coppie osteodermiche laterali anteriori sono coperte da una pellicola nera che potrebbe essere il residuo di una guaine di cheratina di quando l'animale era in vita. Nel caso fosse vero queste aggiunte, avrebbero aumentato di circa uno o due centimetri la lunghezza degli osteodermi. Le guaine mostrano delle chiare scanalature e creste. Il terzo osteodermo sinistro, presenta una struttura a strati visibile alla base, che assomiglia molto alla costituzione delle basi del corno nei Bovidi. Negli osteodermi posteriori, il rivestimento è incompleto, dimostrando che la struttura ossea sottostante non è conforme alla guaina rendendola molto più agevole.
La mazza caudale è relativamente grande con una lunghezza di circa 525 mm, una larghezza di 368 mm e un'altezza verticale di otto centimetri. La massa della manopola è formata da una coppia di grandi osteodermi, posti lateralmente. Nell'individuo olotipo, l'osteodermo del lato sinistro è tipicamente più lungo di quello destro, dando alla mazza un profilo piuttosto asimmetrico.  Il profilo generale della mazza ovale, con picchi e/o chiglie piuttosto carenti. Gli osteodermi laterali quasi si toccano sulla superficie superiore; sul lato inferiore vi è una pausa in linea mediana. Nella parte posteriore della mazza, è posizionato un gruppo di piccoli osteodermi. Gli angoli esterni di questo gruppo sono formati da due elementi a forma di trapezio. La parte posteriore è formata da un rivestimento osteodermico triangolare in linea mediana. Nel suo complesso, il gruppo posteriore ha un bordo posteriore dritto in vista dorsale. Il tessuto osseo della mazza ha una consistenza spugnosa e presenta numerosi pori.

### Pelle
Oltre alle innumerevoli strutture ossee, la coda conserva inoltre delle scaglie non ossee. Non si tratta di impressioni di pelle, bensì dei resti del tessuto cutaneo della cheratina stessa. Tale ritrovamenti sono infatti estremamente rari. Tra la terza coppia degli osteodermi caudali è presente una fila trasversale di cinque grandi scaglie. Altre due scaglie ossee sono presenti più in basso. Le scaglie sono relativamente grandi con un diametro compreso tra i cinquanta e sessantacinque millimetri. In sezione trasversale hanno la forma di un tronco di cono con il vertice arrotondato che punta leggermente all'indietro. Alla base della quarta e quinta coppia osteodermica sono inoltre presenti delle scaglie disperse.

## Classificazione
Zuul è stato inserito nella famiglia degli Ankylosauridae, nella sottofamiglia degli Ankylosaurinae, più precisamente nella tribù degli Ankylosaurini, formando un clade con Ankylosaurus, Anodontosaurus, Dyoplosaurus e Scolosaurus. Un'analisi filogenetica (2017) ha indicato che potrebbe trattarsi di un possibile sister taxon di Dyoplosaurus.

## Storia della scoperta

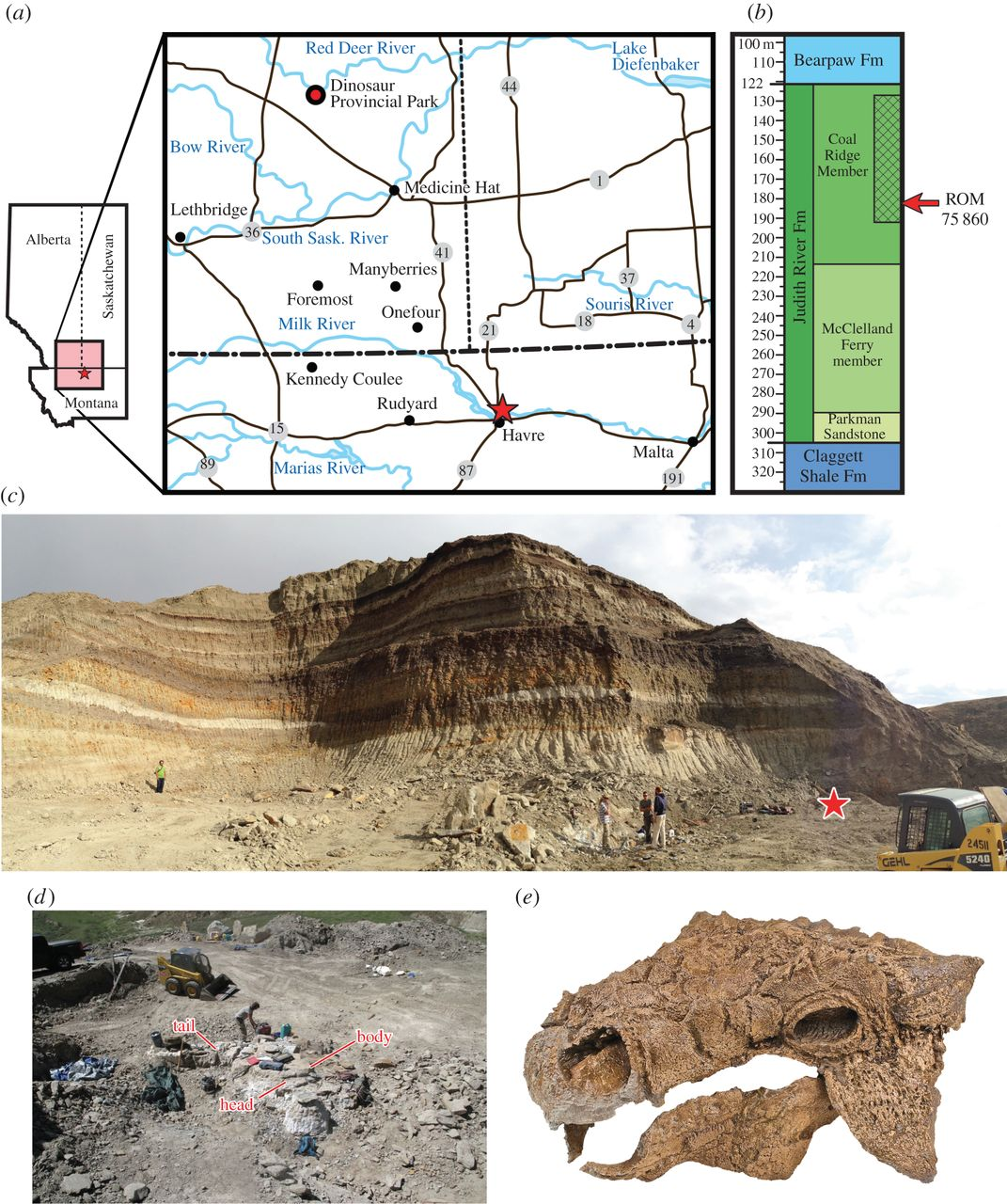
Località dove è stato ritrovato l'olotipo di Zuul

Nel 2014, la Theropoda Expeditions LLC stava scavando un possibile esemplare di Gorgosaurus vicino a Havre, Montana. Il 16 maggio, una ruspa meccanica sollevò ben dodici metri di terra scoprendo con sorpresa la mazza caudale di un ankylosauro, che una volta disseppellito si rivelò essere un scheletro quasi completo e in ottime condizioni. Lo scheletro si trovava in una posizione capovolta, con la pancia verso l'alto. Lo scheletro era in gran parte articolato ma il cranio e alcune vertebre del collo si erano separate dal tronco principale, mentre cinque costole e l'ileo sinistro si erano leggermente spostati dalla sua posizione originale. La società estrasse il fossile in due blocchi principali, il più grande dei quali pesava più di quindici tonnellate. La sua importanza scientifica fu immediatamente riconosciuta, e l'esemplare fu inizialmente identificato come una nuova specie di Euoplocephalus. Dopo la preparazione della sezione del cranio e della coda, la Theropoda Expeditions mise il fossile in vendita. In questo periodo il campione venne soprannominato "Sherman". Nel mese di giugno 2016, il fossile fu acquistato dal Canadian Royal Ontario Museum, che eseguì una scansione laser del cranio, consentendo di determinare mediante un processo di retro-deformazione, la forma originale del cranio prima della compressione dovuta alla fossilizzazione. Nel 2017, prima ancora che il dorso dell'animale fosse stato preparato, venne pubblicata una descrizione preliminare del cranio e della coda.
Nel 2017, la specie tipo Zuul crurivastator fu nominata e descritta da Victoria Megan Arbor e David Christopher Evans. Il nome generico, Zuul, è un riferimento al demone e semidio Zuul il Guardia di Porta, presente nel film Ghostbusters - Acchiappafantasmi (1984), la cui testa è simile a quella del dinosauro. Il nome specifico, crurivastator, deriva invece dal latino con la parola crus che sta per "gambe" o "caviglie", e vastator che significa "distruttore". L'epiteto, viene letto come "distruttore di caviglie" che secondo gli autori della denominazione, si riferirebbe alla presunta tattica difensiva degli ankylosauridi, ossia distruggere, o quantomeno ferire, le gambe dei teropodi predatori con loro mazza caudale.
L'olotipo di Zuul (ROM 75860) è stato trovato in uno strato di pietra arenaria della Formazione Judith River, facente parte del medio Coal Ridge Member, risalente ad un'età compresa tra i 76,2 e i 75,2 milioni di anni fa. L'olotipo si compone di uno scheletro completo di teschio. Secondo la Theropoda Expeditions, lo scheletro è completo al 99%. Lo scheletro è stato descritto come una mummia dinosauro, contenente anche tessuti molli, e molti degli osteodermi e i piccoli ossicini dell'armatura sono ancora presenti nella loro posizione originale. Inoltre, ci sono ancora resti di guaine di cheratina sugli osteodermi. Il campione rappresenta inoltre il più completo fossile di ankylosauro ritrovato nella Formazione Judith River, non molto famosa per scoperte del genere. Inoltre è stato il primo esemplare di ankylosauro americano, che concilia un buon cranio e materiale coda in buono stato.